# Contea di Suiyang
La contea di Suiyang (绥阳县S, Suíyáng XiànP) è una contea della Cina, situata nella provincia del Guizhou e amministrata dalla prefettura di Zunyi.